# George Oprescu
Pour les articles homonymes, voir Oprescu.
George Oprescu (né le 27 novembre 1881, à Câmpulung, județ d'Argeș – décédé le 14 août 1969 , à Bucarest) a été un historien, critique et collectionneur d’art Roumain, membre de l’Académie roumaine (depuis 1948), professeur à l’Académie de Beaux-arts de Bucarest, membre correspondent de plusieurs académies étrangères.

## Critique et historien d’art
George Oprescu, dans ses études, s’est occupé de la peinture et de la graphique roumaine du XIXe siècle, ces travaux constituant les premières synthèses d’envergure de l’historiographie roumaine d’art (Pictura românească în secolul al XIX-lea, 1937, Grafica românească în secolul al XIX-lea, 2 volumes, 1941 – 1945).
George Oprescu a publié des travaux concernant l’art populaire roumain (Arta țărănească la români, 1922), les maîtres de l’art roumain, qui constituent les premières activités de recherche dans ce domaine.
Le professeur George Oprescu a publié des études concernant l’art sculptural roumain (Sculptura statuară românească, 1957). En 1927, il a publié la monographie Géricault et en 1961, la monographie, en deux volumes, Nicolae Grigorescu. Ses travaux se distinguent par l’érudition et par un authentique sens du beau.
En 1943 – 1946, Oprescu a publié un Manual de istoria arteiet, en 1956, la monographie Bisericile-cetăți ale sașilor din Ardeal, où il se réfère à la merveilleuse église fortifiée de Biertan, située dans le județ de Sibiu, aussi.

## Collectionneur d’art
Sa riche collection d’art (peintures, sculptures, dessins et gravures autochtones et étrangères), de quelque 10 000 pièces, des auteurs fameux (Dürer, Rembrandt, Delacroix, Courbet, Picasso, Bonington…) a été léguée à l’Académie roumaine. La plupart de ces pièces se trouve au Musée d’Art de l’Académie roumaine, dont George Oprescu fut le fondateur.

## Travaux
- Arta țărănească la români (L’art paysan chez les Roumains), 1922,
- Géricault (monographie), 1927, édition française : Paris, La renaissance du Livre, collection À travers l'Art français, 1927, 217p.
- Pictura românească în secolul al XIX-lea (La peinture roumaine au XIXe siècle), 1937,
- Grafica românească în secolul al XIX-lea (La graphique roumaine au XIXe siècle) (2 volumes), 1941 – 1945,
- Manual de istoria artei (Manuel d’histoire de l’art), 1943 – 1946,
- Bisericile-cetăți ale sașilor din Ardeal (Les églises-châteaux des Saxons de Transylvanie), 1956,
- Sculptura statuară românească (La sculpture statuaire roumaine),  1957
- Nicolae Grigorescu (monographie), 1961.

## Sources bibliographiques
- Dicționar enciclopedic român, vol. III, K-P, București, Editura politică, 1965.
- Mic dicționar enciclopedic, Ediția a II-a, revăzută și adăugită, Editura științifică și enciclopedică, București, 1978.

- (ro) Cet article est partiellement ou en totalité issu de l’article de Wikipédia en roumain intitulé « George Oprescu » (voir la liste des auteurs).